# Långmarksjön
Långmarksjön är en sjö i Strömsunds kommun i Ångermanland och ingår i Ångermanälvens huvudavrinningsområde. Sjön har en area på 0,235 kvadratkilometer och ligger 397,1 meter över havet.

## Delavrinningsområde
Långmarksjön ingår i det delavrinningsområde (715719-148026) som SMHI kallar för Utloppet av Erik-Matsselet. Medelhöjden är 432 meter över havet och ytan är 13,23 kvadratkilometer. Räknas de 160 avrinningsområdena uppströms in blir den ackumulerade arean 759,91 kvadratkilometer. Sjoutälven som avvattnar avrinningsområdet har biflödesordning 3, vilket innebär att vattnet flödar genom totalt 3 vattendrag innan det når havet efter 249 kilometer. Avrinningsområdet består mestadels av skog (77 procent). Avrinningsområdet har 0,69 kvadratkilometer vattenytor vilket ger det en sjöprocent på 5,2 procent.